# Nat Frankel
Nathan Frankel, detto Nat (Brooklyn, 3 novembre 1913 – Queens, 14 marzo 2006), è stato un cestista statunitense, professionista nella ABL, nella NBL e nella BAA.

## Palmarès
- All-NBL Second Team (1940)